# Smartphone modulaire

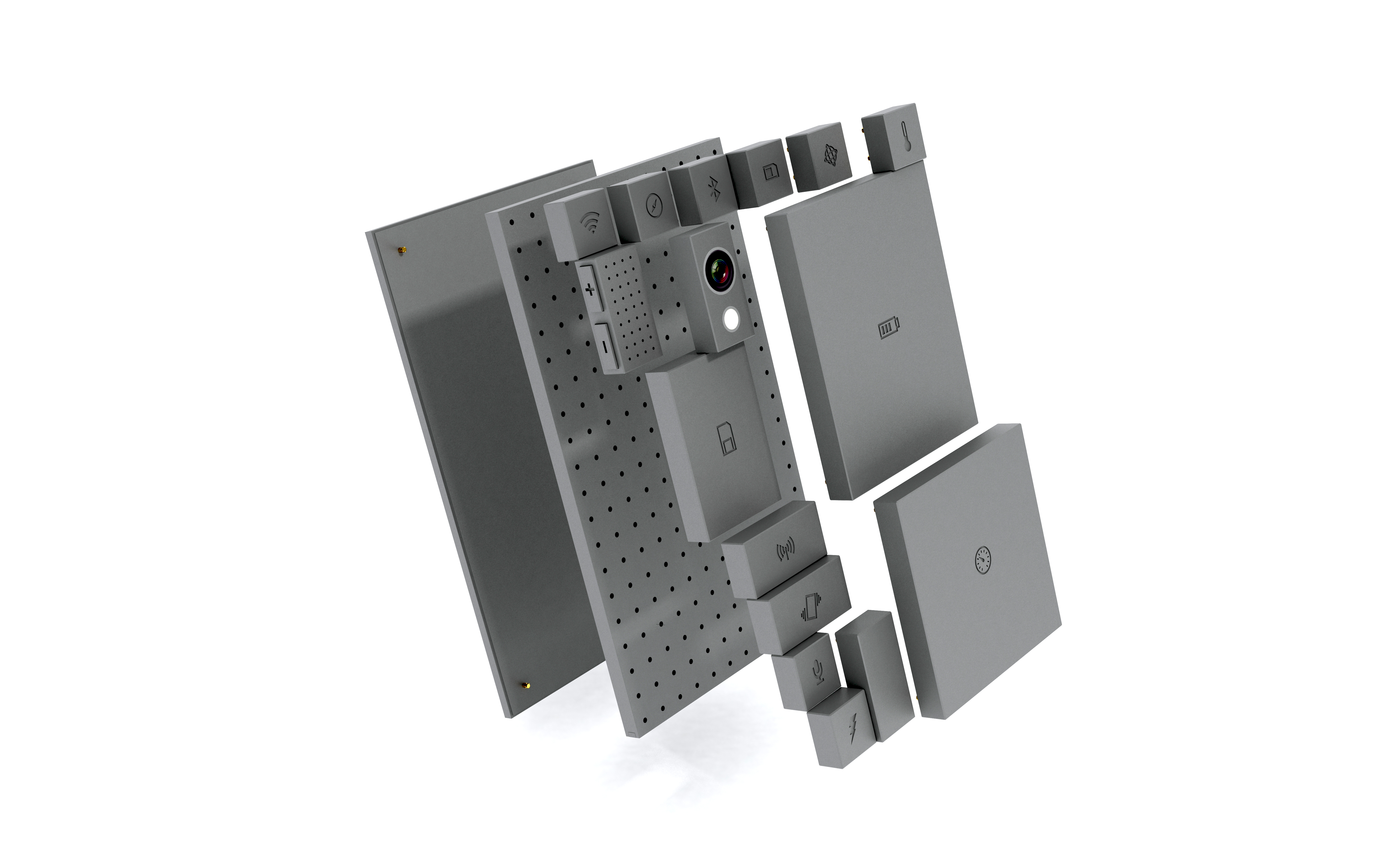
Composants d'un smartphone modulaire

Un smartphone modulaire est un smartphone fabriqué à partir de différents modules aussi appelé blocs, ils sont modifiables indépendamment les uns des autres. Cela a pour objectif de réduire les déchets d’équipement électronique et de réduire les coûts de réparation.
Le composant le plus important est le cadre endosquelettique (qui contient la carte mère), les modules (comme la caméra ou la batterie) qui y sont fixés, à l'image d'un jeu Lego. Les modules pourront être achetés dans un magasin de matériel libre.

## Modules éventuels
Quelques exemples de modules :
- Antenne radioélectrique
- Batterie
- Bluetooth
- Appareil photo
- GPS
- Gyroscope
- Mémoire (mémoire vive et mémoire non volatile)
- Wi-Fi

## Modèles

### Actuels (2021)
- Fairphone 3, 3+ et 4 de Fairphone
- Librem 5, par Purism
- Gamme moto Z de Motorola[2] Note: Ce sont davantage des appareils disposant d'accessoires que des appareils modulaires.
- Le Motorola Moto G100 n'est pas exactement un smartphone modulaire, cependant il en garde l'esprit car il est livré avec un support vertical et un adaptateur HDMI, afin de permettre de l'utiliser (entre autres) comme ordinateur[3].

### Commercialisation terminée
- Essential PH-1 (seuls les accessoires étaient modulaires)
- Fairphone 1 de Fairphone (commercialisé de 2013 à 2016)
- Fairphone 2 de Fairphone (commercialisé de 2015 à 2019)
- Shift6m (en) de l'entreprise Allemande Shiftphone
- LG G5
- Doogee S90[4]. Note: c'est davantage un appareil disposant d'accessoires qu'un appareil modulaire.

### Abandonnés (jamais sortis)
- PuzzlePhone (en) de Circular Devices (en) (Finlande)
- Eco-Mobius de ZTE [5]
- Phonebloks de Phonebloks
- Project Ara[6] de Google
- Vsenn by Vsenn[7],[8],[9] (site web hors ligne depuis avril 2015[10]).